# 三輪野山
三輪野山（みわのやま）は、千葉県流山市の町名および大字。現行行政地名は三輪野山一丁目から五丁目と大字三輪野山。郵便番号は270-0175。

## 地理
流山市南部に位置する。地域内には1969年（昭和44年）～1976年（昭和51年）にかけて、1993年（平成5年）～2007年（平成19年）にかけて組合施行によって区画整理された地域があり、ほぼ全域が住宅街となっている。また、地域内には流山警察署がある。
東は市野谷、西は下花輪・埼玉県三郷市田中新田、南は加、北は桐ケ谷・大畔と接している。

## 歴史

### 地名の由来
古代に西国から移住してきた人々が江戸川方面から当地（丘陵）を眺めた時に、故郷大和国三輪山に地形が似ていたことから命名したと言われる。

### 沿革
- 1869年（明治2年）　葛飾県葛飾郡三輪野山村となる。
- 1871年（明治4年） 廃藩置県により印旛県葛飾郡三輪野山村となる。
- 1873年（明治6年） 県の統合及び、郡の分割により千葉県東葛飾郡三輪野山村となる。
- 1889年（明治22年） 東葛飾郡流山町、鰭ケ崎村、西平井村、木村、加村と合併し、東葛飾郡流山町大字三輪野山となる。
- 1951年（昭和26年）4月1日 八木村、新川村と合併し、東葛飾郡江戸川町大字三輪野山となる。
- 1952年（昭和27年）1月1日 江戸川町が流山町に改称。再び、東葛飾郡流山町大字三輪野山となる。
- 1967年（昭和42年）1月1日 市制施行により、流山市大字三輪野山となる。
- 2007年（平成19年）9月2日 大字三輪野山の大部分より三輪野山一丁目～三輪野山五丁目を新設する。

### 町名の変遷
ここでは、｢三輪野山一丁目～五丁目｣について記載する。
| 実施後         | 実施年月日   | 実施前（各町名ともその一部）                                                                       |
| -------------- | ------------ | -------------------------------------------------------------------------------------------------- |
| 三輪野山一丁目 | 2007年9月2日 | 大字三輪野山字道面・字小谷津の各一部                                                               |
| 三輪野山二丁目 | 2007年9月2日 | 大字三輪野山字八重塚・字道六神・字道面・字小谷津の各一部                                           |
| 三輪野山三丁目 | 2007年9月2日 | 大字三輪野山字道六神・字北浦の各一部                                                               |
| 三輪野山四丁目 | 2007年9月2日 | 大字三輪野山字八重塚・字道六神・字北浦・字宮前・字八幡前・字諸下の各一部、大字市野谷字下屋敷の一部 |
| 三輪野山五丁目 | 2007年9月2日 | 大字三輪野山字北浦・字堀込・字八溜・字宮前・字諸下の各一部、大字下花輪字和田・字寺下の各一部       |

## 小字
大字三輪野山、三輪野山一丁目と二・五丁目の一部は地番整理が行われておらず、10の小字が存在する。ここでは、大字三輪野山、三輪野山一・二・五丁目の小字を北から順に列挙する。
- 諸下（一部が2007年（平成19年）に三輪野山四丁目に編入）
- 向原
- 宮前（一部が2007年（平成19年）に三輪野山四丁目に編入）
- 込ノ内（一部が2007年（平成19年）に三輪野山四丁目に編入）
- 八幡前（大部分が2007年（平成19年）に三輪野山四丁目に編入）
- 堀込（2007年（平成19年）に三輪野山五丁目に編入し、全域で小字が残る）
- 八溜（2007年（平成19年）に三輪野山一・五丁目に編入し、全域で小字が残る）
- 道面（2007年（平成19年）に三輪野山一・二・三丁目に編入し、未地番整理地区に小字が残る）
- 小谷津（一部が2007年（平成19年）に三輪野山二丁目に編入し、編入部分を含め、全域で小字が残る）
- 八重塚（2007年（平成19年）に三輪野山二丁目に編入し、南部の未地番整理地区に小字が残る）

消滅した小字
- 北浦（2007年（平成19年）に三輪野山三・四・五丁目に編入され、消滅）
- 道六神（2007年（平成19年）に三輪野山二・三丁目に編入され、消滅）

## 世帯数と人口
2017年（平成29年）11月1日現在の世帯数と人口は以下の通りである。
| 大字・丁目     | 世帯数    | 人口    |
| -------------- | --------- | ------- |
| 三輪野山       | 89世帯    | 245人   |
| 三輪野山一丁目 | 481世帯   | 1,206人 |
| 三輪野山二丁目 | 525世帯   | 1,496人 |
| 三輪野山三丁目 | 251世帯   | 773人   |
| 三輪野山四丁目 | 268世帯   | 815人   |
| 三輪野山五丁目 | 134世帯   | 368人   |
| 計             | 1,748世帯 | 4,903人 |

## 小・中学校の学区
市立小・中学校に通う場合、学区は以下の通りとなる。
| 大字・丁目     | 番地 | 小学校                     | 中学校                     |
| -------------- | ---- | -------------------------- | -------------------------- |
| 三輪野山       | 全域 | 流山市立おおたかの森小学校 | 流山市立おおたかの森中学校 |
| 三輪野山一丁目 | 全域 | 流山市立流山北小学校       | 流山市立南部中学校         |
| 三輪野山二丁目 | 全域 | 流山市立流山北小学校       | 流山市立南部中学校         |
| 三輪野山三丁目 | 全域 | 流山市立流山北小学校       | 流山市立南部中学校         |
| 三輪野山四丁目 | 全域 | 流山市立流山北小学校       | 流山市立南部中学校         |
| 三輪野山五丁目 | 全域 | 流山市立流山北小学校       | 流山市立南部中学校         |

## 施設
- 流山警察署 - 大字三輪野山字向原
- 茂侶神社（旧・三輪神社） - 三輪野山五丁目（旧・大字三輪野山字北浦）